# Ceratomyxa linospora
Ceratomyxa linospora is een microscopische parasiet uit de familie Ceratomyxidae. Ceratomyxa linospora werd in 1898 beschreven door Doflein. 